# تپه گورستان شغاب
تپه گورستان شغاب مربوط به هزاره اول قبل از میلاد است و در ۵ کیلومتری جنوب غربی بوشهر واقع شده و این اثر در تاریخ ۱۹ فروردین ۱۳۷۷ با شمارهٔ ثبت ۲۰۱۶ به‌عنوان یکی از آثار ملی ایران به ثبت رسیده است.